# 笑ってる場合ですよ!
『笑ってる場合ですよ!』（わらってるばあいですよ）は、フジテレビ系列で1980年10月1日から1982年10月1日まで平日（毎週月曜日 - 金曜日）の12:00 - 13:00（JST）に生放送されていた帯バラエティ番組。
『森田一義アワー 笑っていいとも!』の前身番組にあたる。

## 概要
本番組は、前番組『日本全国ひる休み』をリニューアルし、フジテレビ全体やランチタイム番組の改革に企画された新しい平日昼のお笑い番組であった。
漫才ブームの仕掛け人である、横澤彪がプロデュースし、毎日スタジオアルタからの公開生放送形式を採った。
司会のB&B（島田洋七・洋八）、レギュラーのツービート（ビートたけし・きよし）や明石家さんま、紳助・竜介（島田紳助・松本竜介）ら、当時の若年層に人気のあった漫才ブームの中心的芸人が続々と登場し、フジテレビの看板ランチタイム番組に育てあげ、番組スタイルが後番組『笑っていいとも!』に受け継がれていくことになる。また、出演者は同じく横澤プロデュースの『オレたちひょうきん族』にも引き継がれた。
番組タイトルの由来は、当時視聴率が全般的に低迷していたフジテレビに関し、横澤に上司が「今、フジテレビは笑っている場合じゃないだろ!!」と言ったことにヒントを得たもの。
後のバラエティ番組よりも過激な企画が多く、特にツービートが担当した「勝ち抜きブス合戦」は大ひんしゅくを浴びた。また、放送当時のフジテレビ会長だった鹿内信隆が「食事中の視聴者に見せる番組じゃない」と番組内容を批判した。
開始2年目の1982年（昭和57年）、漫才ブーム自体の終息や信隆の批判を受け、長男で当時副社長だった鹿内春雄（1982年6月から会長就任）が番組の終了を決断。10月期からの『笑っていいとも!』放送開始が春雄によって決定された。
番組開始からしばらくおいて、1週間の主なコーナーなどを編集してまとめ、B&Bがそれをスタジオに招いた観客と共に見ながら進行する番組として、『もう一度笑ってる場合ですよ!』という総集編番組が日曜日にスタートしている（関東ローカルで放送がスタートし、後にテレビ静岡など数局が同時または時差でネット）。この形態は後番組『笑っていいとも!』に於ける『笑っていいとも!増刊号』に引き継がれた。

## 出演者・番組末期（1982年4月 - 最終回）
末期の1982年（昭和57年）4月以降、B&Bが総合司会から月曜日の司会となり、残りを各曜日別司会・レギュラーが担当した。

### 月曜日
- B&B
- 太平サブロー・シロー

### 火曜日
- ツービート
- 山田邦子

### 水曜日
- 紳助・竜介
- ヒップアップ

### 木曜日
- 春風亭小朝（開始初期）
- 明石家さんま
- のりお・よしお

### 金曜日
- ザ・ぼんち
- 九十九一
- マギー司郎

レギュラー出演者が休暇や地方公演などで不在の場合、片岡鶴太郎、甲斐智枝美、すがぬま伸らが代役を務めた。また、レギュラー陣のうち、明石家さんま、西川のりお、島崎俊郎は後番組の『笑っていいとも!』に再登板を果たした。

## 番組フォーマット

### オープニング
司会のB&Bの即席漫才から始まり、観客全員が「笑ってる場合ですよ!」とタイトルコールした後出演者全員が手拍子で登場。ナレーション（岩尾良二 → 水島裕、スタジオの上部にあるブースにいた）による出演者紹介の後、再びタイトルコール → 提供表示（一部地域のみ） → CM → 最初のコーナー ※●は末期のコーナー

### B&Bのコーナー
フジテレビほか一部のネット局ではこのコーナーの途中で下部に提供クレジットの字幕が流れ、以降はPT枠になっていた。
- 月曜日：一発ギャグ勝負（視聴者投稿） → 私もレポーター → 奥様ダジャレですよ → 不明 → ●B&Bのホンマかいな!
- 火曜日：もうすぐ結婚式（結婚直前のカップルが登場・カップル本人による再現ドラマもあった）
- 水曜日：B&B昼のいこい（※）
- 木曜日：誰でものど自慢（●末期は月曜に移動）
- 金曜日：不明

### 日替りコーナー
- 月曜日：ザ・ぼんちの物まねグランプリ - 『クイズグランプリ』形式でものまねをするコーナー。井手らっきょ・いっこく堂がこのコーナーで芸能界入りした。●末期では金曜に移動。 → ●底抜けトンチ教室 - NHKラジオ『とんち教室』と日本テレビ『底ぬけ脱線ゲーム』を合わせたようなコーナー。レギュラーメンバーと落語家が対決していたが、数か月で終了。
- 火曜日：ツービートのロック&ブス - ビートたけしが足立区バンドをバックにロックナンバーを歌った後、勝ち抜きブス合戦（素人が登場しどちらがブスか競いあう）に突入[1]。 → ●きよし・邦子の栄養料理学入門 - ビートきよしと栄養士の資格を持つ山田邦子の料理コーナー。 酒井玲子先生がハッスルしていた。●タケちゃんの恋人交換 → 夫婦交換 → マネージャー交換 ●きよしはどこだ（袋に入ったきよしはどこ?）
- 水曜日：紳竜の料理好きやねん - 島田紳助が毎回玄人はだしの料理の腕前を披露。できあがった料理をB&Bと共に葉書を紹介しながら会食。※ → ●紳助式肉体蟻地獄（挑戦コーナー）&葉書紹介 → ●紳竜にの一家団らん（出演者全員でコント仕立てで送る） ●ヒップアップのザ・グレートショー（ヒップアップによる有名アーティストのパロディーコーナー）※末期では水曜のみ演芸コーナーが無かった　●あの人に聞け!
- 木曜日：春風亭小朝のちょっと教えて（雑学コーナー）→明石家さんまの「減点マネージャー」（NHK三波伸介の「減点パパ」のマネージャーとタレント版。似顔絵担当は、おかし家あられ。） → ●若妻の告白・私はだまされた（さんま、のりお・よしおによる模擬裁判、最末期では人生相談に）
- 金曜日：のりお・よしおのウグイス道場 → のりお・よしおの「この男に愛の手を」 → ●九十九一のクイズ＆ゲーム → 根暗バンザイ（視聴者参加のコーナー、イモ欽トリオも出演した）

### 東京乾電池のコーナー
劇団東京乾電池（柄本明・ベンガル・綾田俊樹・高田純次・小形雄二・岩松了・田岡美也子・松金よね子・角替和枝）によるコントコーナー。番組スタート時から1982年3月までは「日刊乾電池ニュース」が毎日行われていたが、1982年4月のリニューアル以降は月・水・金曜日に新企画が開始され、乾電池ニュースは火・金曜日のみとなった。
東京乾電池は拠点にしていた渋谷ジァン・ジァンがある公園通りに、長い観客の列が出来ていたことに目を付けたフジテレビのスタッフが劇団ごと起用。座長の柄本明は既に俳優業が多忙で出演しなかったが、他のメンバーはほとんど全員が出演した。演劇ファンの間では人気があったとはいえ、全国的な知名度はないに等しかったが、空前のお笑いブームで、B&Bやツービート、紳助・竜介といったパワフルな芸人に混じりつつ、東京乾電池は、時事ネタをもとにした寸劇をそれぞれの得意な笑いのトーンで展開して知名度を上げていった。「桶川、北本、鴻巣！」と叫ぶ「桶川コール」など、当時の漫才師や、それ以前に流通していたザ・ドリフターズやクレイジーキャッツなど、音楽を経由したものとも異なる笑いを浸透させ、徳永京子は「『笑ってる場合ですよ!』が1980年にスタートしたのは、80年代の演劇を示唆する出来事だった」と評している。
後番組『笑っていいとも!』にも東京乾電池メンバーや、劇団東京ヴォードヴィルショーが、同様に出演している。
　
- 月曜日：日刊乾電池ニュース - 乾電池メンバーと大橋恵里子（後期は大滝裕子、北川まゆみ）が演じる時事コント（かつてこの枠で放送されていた『おとなの漫画』と同形式）→月曜のれん劇場
- 火曜日：日刊乾電池ニュース
- 水曜日：日刊乾電池ニュース→ベンガルの交番日記
- 木曜日：日刊乾電池ニュース
- 金曜日：日刊乾電池ニュース→笑ってる一家 - 乾電池メンバーと桂木文によるヤクザ一家のコント。

### お笑い君こそスターだ!
将来お笑いをリードしようとする若手を育成するため日本テレビ系列の『お笑いスター誕生!!』に対抗したお笑いコンテストコーナー。タイトルは『スター誕生!』に対抗してフジテレビで放送されていた『君こそスターだ!』に由来する。
このコーナーでは毎回アマチュア、あるいはプロでもまだブレークしていない無名のお笑いタレントに門戸を開放し、全国の視聴者からの支持が一定量集まれば合格で、これを5日間勝ち抜けばグランドチャンピオンとなるというものである。グランドチャンピオンに輝いた芸人が発表された後、天井に吊るされたくす玉が割れて大量の紙吹雪と風船が降り、観客からの拍手・歓声で新たなスターの門出を祝福された。
コーナーからはヒップアップや山田邦子を始め、ダウンタウン（当時は「ひとし・まさし」、NSCの生徒であることには触れず）や、ザ・ホープ、ハイヒールモモコ（ダウンタウン同様、NSCの生徒であることを隠して出演）、そのまんま東（現：東国原英夫、当時は「オスカル・メスカル」）、大川興業、斉藤ゆう子（現・斉藤祐子）、越前屋俵太、プリティ長嶋、ポップコーンといった人材を輩出した。
後にフジテレビに入社する水口昌彦は、京都大学工学部電子工学科時代の1981年に、後に長崎放送アナウンサーとなる竹内淳と組んだ漫才コンビ「にっちもさっちも」で5日連続で勝ち抜き、11代目チャンピオンになっている。ほかにも、後にフジテレビアナウンサーとなる牧原俊幸、読売テレビアナウンサーとなる森たけしが出場したり、島田洋七曰く自分の祖母（佐賀のがばいばあちゃん）やDJ KOO（TRF）等も番組に出演した。
当時文化放送のアナウンサーだった大野勢太郎（当時は「大野正」名義）が、素人として「ぼんちの物まねグランプリ」に出演したことも話題となった。

### 演芸コーナー
日替りで当時最も売れていたお笑い芸人が持ちネタを披露。このコーナーからは全国ネットスポンサーになっていた。提供クレジット表示の時は、アルタ前の風景をバックに「笑ってる場合ですよ! さらに番組はつづきます」といったテロップが出ていた。

### あの人に聞け!
洋七の「人は見かけによらぬもの!聞いてみなけりゃ分からない!ワカマッチャ〜!」のフレーズで始まるクイズコーナー（「ワカマッチャ〜」は、「バカ!」「ブリブリっ子だよ!」となる事もあった）。洋八がアルタ前（人が混雑した時には、通行人を2階の「バルコニーステージ」に上げて行ったこともある。）に出向き、通行人を掴まえて洋七がその人にいろいろと質問。それがそのままクイズとなったもの。解答者は曜日別レギュラー・東京乾電池メンバー・ゲストが務めた。時折、放送時間の関係上、そのままエンディングに突入したこともあった。●末期では各曜日司会が務めた。

### エンディング
エンディングでは、オープニングと同様に出演者全員が手拍子で登場。ナレーターが「それではまた明日（来週）」と言った後、出演者と観客全員が「笑ってる場合ですよ!」とコールし、CM → 提供表示 → 次回予告テロップが出て終了していた。なお、最終回では「笑ってる場合ですよ!」とコールしてCMに入る際に観客から大量の紙テープが投げ込まれた。その後、提供表示の後に「2年間ありがとうございました。」というテロップが出ると、出演者と観客全員がもう一度「笑ってる場合ですよ!」と叫んで締めくくった。

## 負傷事故
番組終了には直接結びつかなかったが、放送日が祝日（成人の日）と重なった1981年1月15日には、殺到した観覧希望者（当時番組観覧は先着順で、中には小学生までいたという）が倒れて、2人が負傷する事態になった。この結果、やむなく番組初の無観客放送となった（翌日の新聞には「笑ってる場合じゃない！」といった見出しで報じられた）。これが次番組の『笑っていいとも!』における観覧者制限にもつながっている。その事故の中には当時中学生だった玉袋筋太郎（浅草キッド）もいたという。

## 公開放送
1981年7月21日放送分と1982年7月21日放送分では「としまえん」にて公開放送を行った。

## スタッフ
- DJ（ナレーター）：岩尾良二、水島裕
- 構成：高平哲郎（全曜日）、元木すみお、大岩賞介、詩村博史、萩原芳樹、谷口秀一、永井準（日替り）
- 音楽：石田勝範
- 技術：倉持繁
- カメラ：小原秀行
- 映像：平石裕明
- 音声：本多義明
- 照明：高木健雄
- 音響効果：プロジェクト80
- 美術プロデューサー：鈴木武治
- デザイン：山本修身
- 制作進行：小野秀樹
- タイトル：高柳義信
- 装飾：清水俊一
- 衣装：鹿倉二三男
- 大道具：馬場克之（ちとせ舞台）
- 電飾：土屋正昭
- ディレクター：ひょうきんディレクターズ
  - 月曜日：山縣慎司
  - 火曜日：三宅恵介
  - 水曜日：永峰明
  - 木曜日：佐藤義和
  - 金曜日：荻野繁、小林豊
  - 曜日不明：堀越広行
- プロデューサー：横澤彪、大野三郎
- 技術協力：スタジオアルタ
- 制作：フジテレビ第二制作部
- 制作著作：フジテレビ

## ネット局と放送時間
系列は当番組終了時（1982年10月1日）のもの。
| 放送対象地域   | 放送局         | 系列                                         | 備考                                              |
| -------------- | -------------- | -------------------------------------------- | ------------------------------------------------- |
| 関東広域圏     | フジテレビ     | フジテレビ系列                               | 制作局                                            |
| 北海道         | 北海道文化放送 | フジテレビ系列                               |                                                   |
| 宮城県         | 仙台放送       | フジテレビ系列                               |                                                   |
| 秋田県         | 秋田テレビ     | フジテレビ系列 テレビ朝日系列                | 1981年3月まではフジテレビ系単独加盟局             |
| 山形県         | 山形テレビ     | フジテレビ系列                               |                                                   |
| 長野県         | 長野放送       | フジテレビ系列                               |                                                   |
| 静岡県         | テレビ静岡     | フジテレビ系列                               |                                                   |
| 富山県         | 富山テレビ     | フジテレビ系列                               |                                                   |
| 石川県         | 石川テレビ     | フジテレビ系列                               |                                                   |
| 福井県         | 福井テレビ     | フジテレビ系列                               |                                                   |
| 中京広域圏     | 東海テレビ     | フジテレビ系列                               |                                                   |
| 近畿広域圏     | 関西テレビ     | フジテレビ系列                               |                                                   |
| 島根県・鳥取県 | 山陰中央テレビ | フジテレビ系列                               |                                                   |
| 岡山県・香川県 | 岡山放送       | フジテレビ系列                               |                                                   |
| 広島県         | テレビ新広島   | フジテレビ系列                               |                                                   |
| 愛媛県         | テレビ愛媛     | フジテレビ系列                               |                                                   |
| 福岡県         | テレビ西日本   | フジテレビ系列                               |                                                   |
| 佐賀県         | サガテレビ     | フジテレビ系列                               |                                                   |
| 熊本県         | テレビ熊本     | フジテレビ系列 テレビ朝日系列                | 1982年3月までは日本テレビ系列とのトリプルネット局 |
| 宮崎県         | テレビ宮崎     | フジテレビ系列 日本テレビ系列 テレビ朝日系列 |                                                   |
| 鹿児島県       | 鹿児島テレビ   | フジテレビ系列 日本テレビ系列                | 1982年9月まではテレビ朝日系列とのトリプルネット局 |
| 沖縄県         | 沖縄テレビ     | フジテレビ系列                               |                                                   |

### 備考
スタジオアルタでの生放送で、『日本全国ひる休み』からの流れだった。
なお、遅れネットや系列外での放送が登場するのは、後番組『森田一義アワー 笑っていいとも!』であり、本番組までは同時ネットか非ネットのどちらかだった。